# Condémbaro
Condémbaro es una localidad del municipio de Tancítaro ubicado en la región purépecha del estado mexicano de Michoacán.

## Geografía
La localidad se ubica a 8.0 kilómetros (en dirección noroeste) de la localidad de Tancítaro, la cabecera y lugar más poblado del municipio. Se sitúa en las coordenadas geográficas 19°17′31″N 102°18′14″O / 19.291944, -102.303889, a una elevación de 1,952 metros sobre el nivel del mar.

## Demografía
Según el Conteo de Población y Vivienda 2020, efectuado por el Instituto Nacional de Estadística y Geografía, la localidad de Condémbaro tiene 1,853 habitantes, de los cuales 932 son del sexo masculino y 921 del sexo femenino. Su tasa de fecundidad es de 2.4 hijos por mujer y tiene 423 viviendas particulares habitadas.
| Gráfica de evolución demográfica de Condémbaro entre 1900 y 2020 |
|                                                                  |
| INEGI.                                                           |